# Alambik

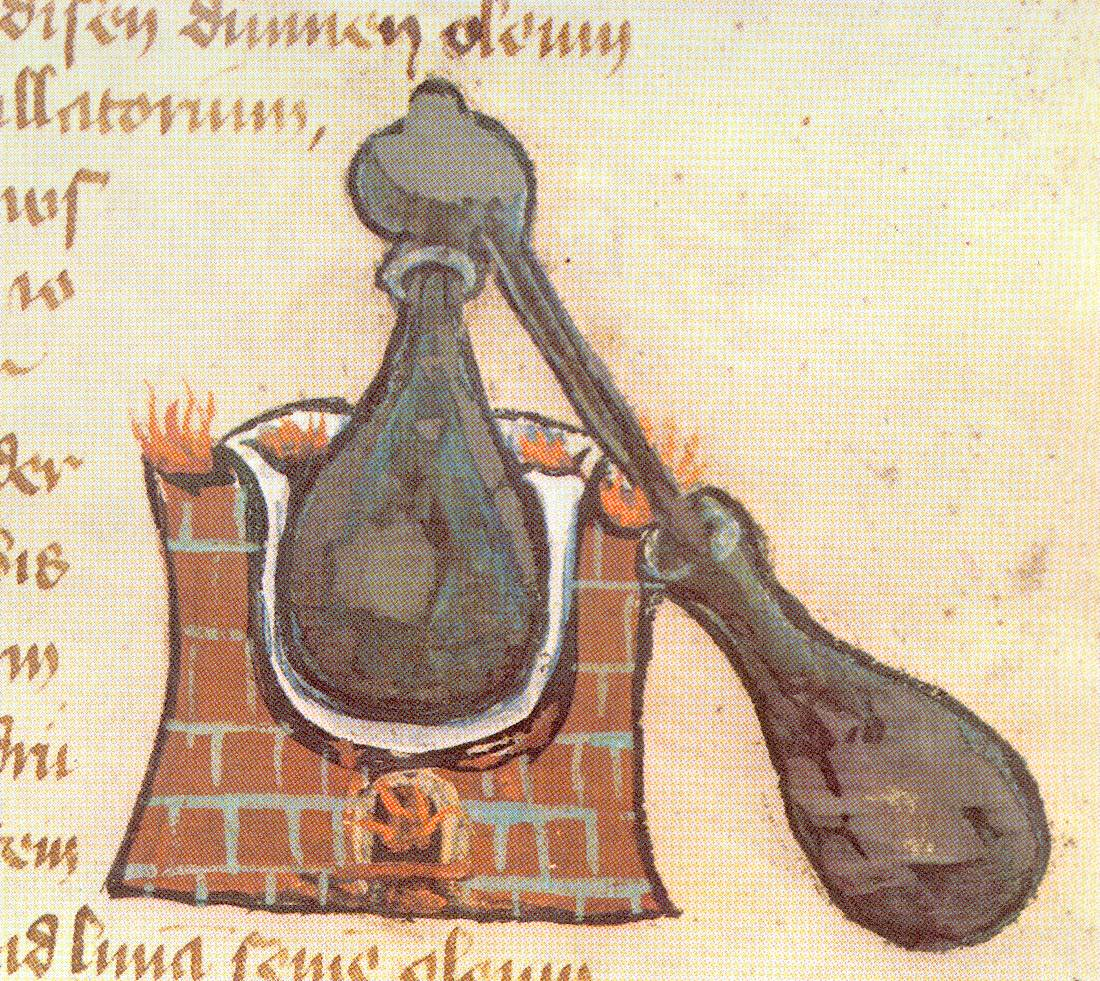
Alambik ur ett medeltida manuskript

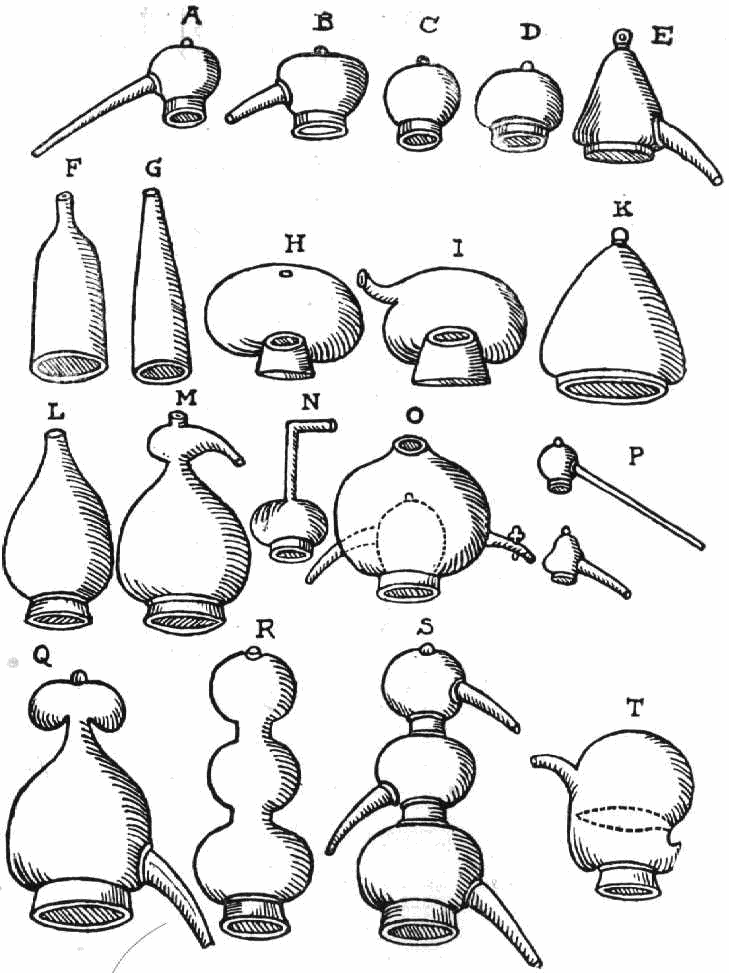
Alambiker i en 1600-talsbok om alkemi

Alambik, eller alembik är en slags retort. Den består av en destillationskolv med en påsatt hatt, ofta blåsta helgjutet i ett stycke. Ordet kommer från arabiskans الإنبيق, al-inbīq, som i sin tur går tillbaka till grekiskans ἄμβιξ, ambix, som betyder kopp eller bägare. Alambik betecknar alternativt enbart hattdelen av en sådan apparat.

## Beskrivning
Den fullständiga destillationsapparaten består av tre delar:  
- "flaskan" (arabiska: ḳarʿa; grekiska: βῖκος, bîkos), destillationskärlet som innehåller den vätska som ska destilleras och som upphettas med en låga
- "hatten" (arabiska: ʾinbīq; grekiska ἄμβιξ, ambix) som passar över mynningen på flaskan för att ta emot ångan, fäst vid en nedåtvinklat rör (σωλήν, sōlēn)
- mottagarbehållaren (arabiska: qābila; grekiska: ἄγγος, angos eller φιάλη, phialē)

I andra varianter är delarna integrerade i en enhet. En moderna efterföljare till alambiken är pot still, som används för att tillverka destillerade drycker.

## Historik
Pedanius Dioskorides alambik, som beskrivs i hans De materia medica, är en hjälmformad lid för att samla upp förgasat kvicksilver För Athenaeus (omkring 225 före Kristus) är det en flaska. För senare kemister betcknar det olika delar av primitiva destillationsapparater. 
Ritningar av alambik förekommer i verk av Kleopatra Alkemisten, Synesius och Zosimos från Panopolis. Det fanns alambikar med två (dibikos) och tre (tribikos) mottagningsbehållare. Enligt Zosimos of Panopolis uppfanns alambiken av Maria från Alexandria.
Almabik beskrivs av Ibn al-Awwam i dennes Kitab al-Filaha (Jordbruksboken), i vilken han förklarar hur rosenvatten destilleras. Sådana omnämns också i Mafatih al-Ulum (Naturvetenskapens grunder) av Khwarizmi och Kitab al-Asrar (Boken om hemligheter) av al-Razi.

## Bildgalleri

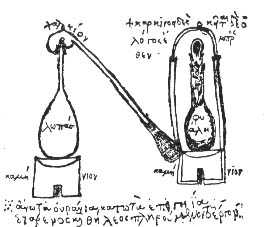
Zosimos från Panopolis alambik
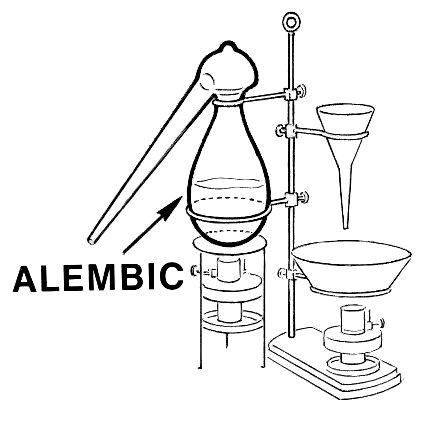
Modern alambik
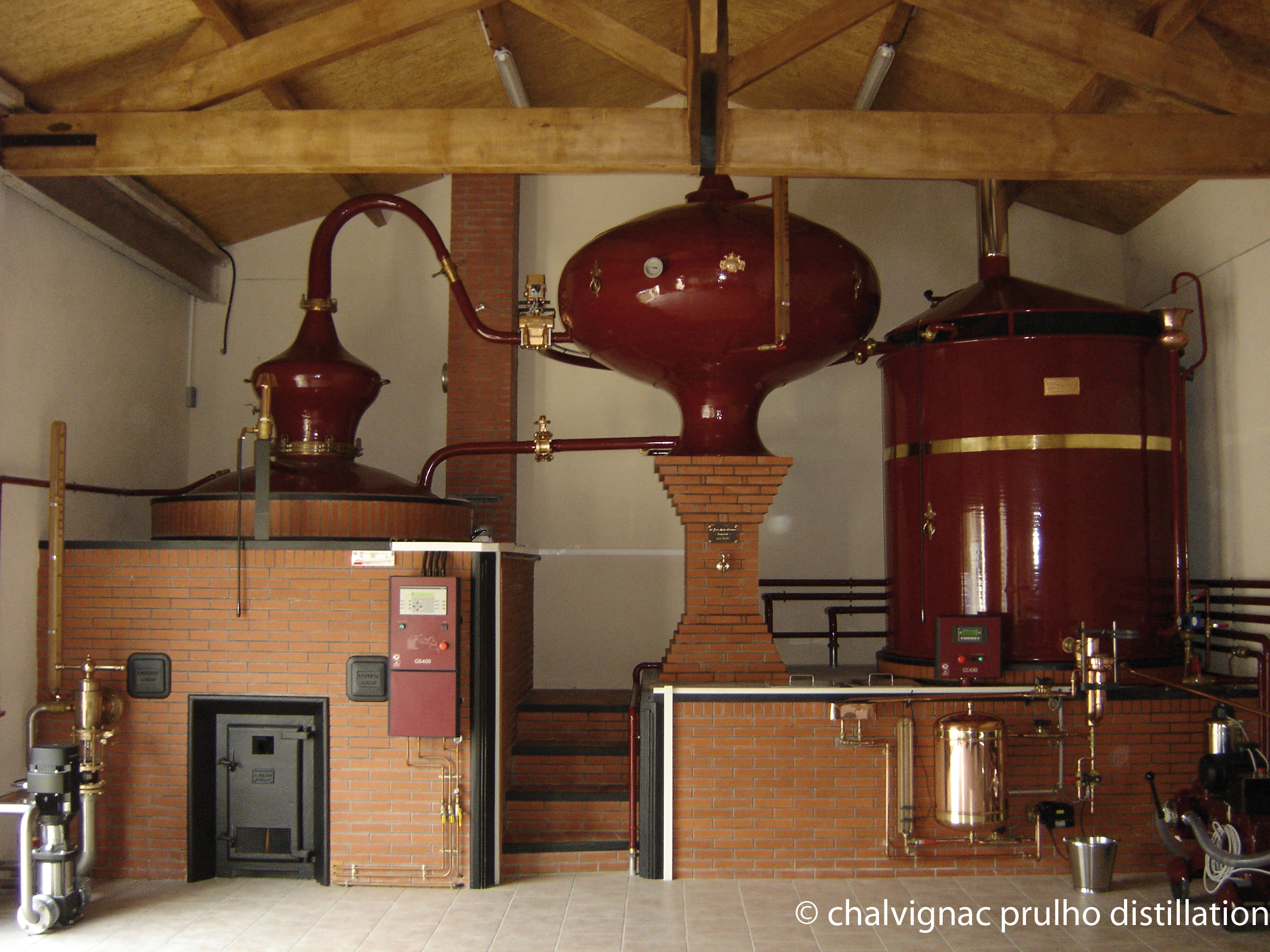
Stor alambik av "charentaismelontyp" för destillation av alkohol
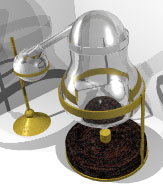
Glasalambik
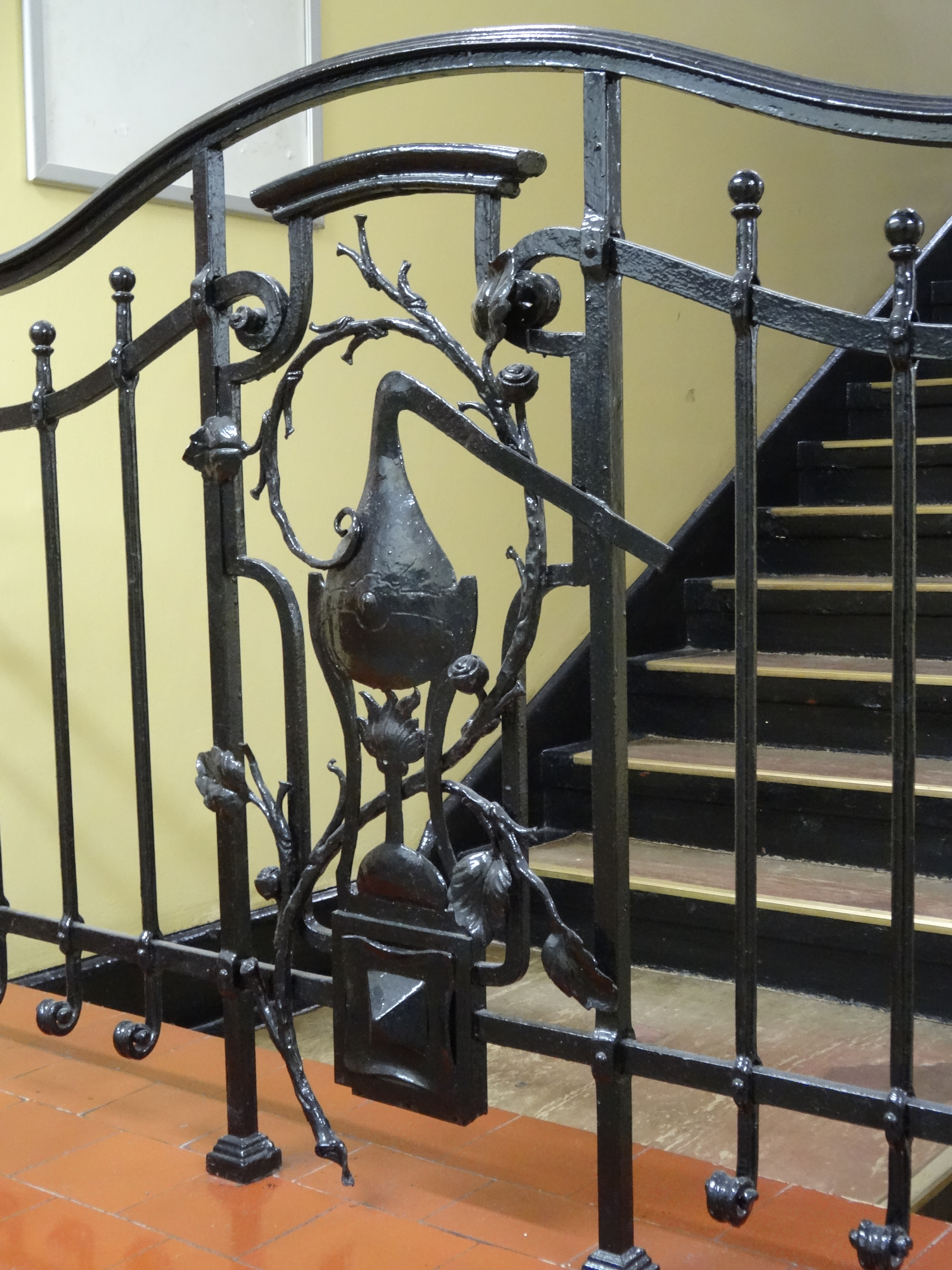
Alambikdekoration i smidestrappräcke i kemiska fakulteten på Danzigs tekniska högskola, 1904